# マチアスポイントの戦い
マチアスポイントの戦い（英: Battle of Mathias Point）は、南北戦争開戦から3か月目に入った1861年6月27日に、バージニア州のマチアスポイントで起きた北軍砲艦と南軍砲台の砲撃戦である。北軍はUSSトマス・フリーボーンとUSSリライアンスの2艦と、36ないし50名の水兵または海兵の上陸部隊がいた。南軍はメリーランド州のポープス・クリークに近い、バージニア州キングジョージ郡のポトマック川沿いマチアスポイントの守備隊だった。南北戦争の開戦を告げたサウスカロライナ州チャールストン港のサムター砦の戦いから、2か月以上、特に際立った戦闘は起きていなかった。
この戦闘では、南軍が北軍の攻撃を撃退し、北軍ポトマック戦隊指揮官ジェイムズ・H・ウォードを戦死させた。ウォードはこの戦争で戦死した最初のアメリカ海軍士官となった。この戦争初期に北軍海軍と南軍の陸上砲台が交戦した戦闘が幾つかあったが、これらは北軍による海上封鎖、特にチェサピーク湾に対する封鎖行動の一部として起こった。またポトマック川を含めバージニア州の川を北軍が軍用にも商業用にも利用する可能性を、南軍が否定したという意味もあった。この戦闘直後に南軍はマチアスポイントに砲台を完成させ、維持していたが、北軍による半島方面作戦集結が開始された1862年3月9日に南軍は撤退した。

## 背景
1861年4月15日、サウスカロライナ州チャールストン港にあったサムター砦のアメリカ陸軍守備隊が南軍に降伏した翌日、エイブラハム・リンカーン大統領は、南軍に占領された資産を取り返し、アメリカ連合国を形成したディープサウスの奴隷州7州の反乱初期段階にある軍を抑圧するために、75,000名の志願兵募集を呼びかけた。バージニア州を含め、奴隷制度を容認していたアッパーサウス4州は、この目的のために軍隊を提供することを拒否した。これらの州は即座に、アメリカ連合国に加盟するためにアメリカ合衆国から脱退の手続きを始めた。
4月17日、バージニア州リッチモンドで開催されたバージニア州脱退会議で、アメリカ合衆国からの脱退条例を可決した。また州知事が志願兵を招集してバージニア州の軍隊に加え、連邦政府の軍事行動に対してバージニア州を守らせることを承認していた。この条例は5月23日に予定される住民投票で批准される必要があったが、会議という行動があり、またバージニア州知事ジョン・レッチャーなど政治指導者が住民投票を行う前にアメリカ合衆国からバージニア州を事実上脱退させていた。リンカーン大統領は、バージニア州での展開を見て、脱退問題について住民投票が行われるのを待たず、バージニア州をアメリカ連合国の一部として扱う行動を採った。4月27日、リンカーンは4月19日に宣言していた当初のアメリカ連合国7州の海上封鎖を、バージニア州やノースカロライナ州の港を含むように拡大させた。

## 戦闘
1861年6月下旬、北軍ポトマック戦隊指揮官ジェイムズ・H・ウォード海軍中佐は、バージニア州キングジョージ郡のマチアスポイントという樹木の多い突起部に南軍が砲台を設置していることを知った。それが出来れば、ポトマック川の交通を支配できることは明らかだった。ここはポトマック川を介してワシントンD.C.からの人や物資の動きを妨げるだけでなく、南軍と川向うの南メリーランド州にいる南軍同調者との通信を可能にし、さらにはメリーランド州への襲撃も可能にする場所だった。1861年6月27日、ウォードはその旗艦USSトマス・フリーボーンに乗り、USSリライアンスと共に、ジェイムズ・C・チャップリン大尉の率いる水兵あるいは海兵の1個中隊を乗せ、南軍陣地の攻撃に向かった。これは南軍の砲台が隠れてしまわないように森を払い、さらにはその場所に北軍の砲台を据える目標もあった。
トマス・フリーボーンが午前10時頃に（ある資料では午後1時になっている）マチアスポイントに到着すると、チャップリン大尉の上陸隊を支援するために、砲艦の乗組員が森に向かって砲撃を始めた。北軍の散兵は直ぐに南軍の散兵と交戦するようになり、南軍を後退させた。上陸部隊は大砲を据える場所を構築した。大砲はボートに載せてきたが、まだ岸に揚げてはいなかった。間もなく400ないし500名の南軍兵が到着し、この北軍の小部隊に向かい攻撃を始めた。
ウォードは当初上陸部隊と共に居たが、南軍が反撃して来たときに、南軍の陣地に砲艦の大砲をさらに多く撃ち込ませるために、直ぐにトマス・フリーボーンに戻った。南軍が最初に接近して来た後、チャップリン大尉はその小さなボートに部隊を戻させていた。ウォードはチャップリンに再度上陸し、トマス・フリーボーンからの砲撃で一時的に南軍を黙らせた隙に、砂袋の胸壁を積み上げるよう命令した。南軍を指揮していたダニエル・ラッグルズ大佐はトマス・フリーボーンからの砲撃を受けた後に、J・M・ブロッケンブロー大佐の直接指揮下にあった兵士達に、開けた野原で敵の銃火にさらされないよう、北軍が工作しているところまで森を抜けて接近するよう命令した。このために反撃が遅れた。一方チャップリンとその小さな部隊は、急遽小さな胸壁の建設を完了させ、その工作物を大枝で隠すようにした後で、大砲を持ってくるために午後5時頃に再度岸からボートに戻った。この時、南軍はR・M・メイヨー少佐の指揮する4個中隊で補強されており、トマス・フリーボーンに対する反撃を再開し、ボートの方に動いていた上陸部隊にも攻撃した。チャップリンとその部隊は数的に劣勢な上に激しい砲火を浴び、大砲を持ってきて砲台に載せることができず、完全な撤退を強いられた。
チャップリンとその他部隊のもう1人が撤退した最後の者になった。チャップリン自らが、既に岸を離れていたその小さな上陸用ボートまで泳げないその兵士を助け、抱えて一番近いボートに乗せた。一方、トマス・フリーボーンの砲手が負傷した後で、ウォード中佐が艦砲の照準を調整しているときに、敵のライフル銃弾で腹部を撃たれ、約45分後に死んだ。ウォードが致命傷を受けたことでトマス・フリーボーンの乗組員が動揺し、チャップリンの部隊がまだトマス・フリーボーンとリライアンスに完全に戻っていなかったにも拘わらず、その支援のための砲撃を中止した。この戦闘でウォードが唯一戦死した者となったが、他にも4名が重傷を負った。ウォードはこの戦争で戦死した最初の北軍海軍士官となった。

## 戦闘の後
南軍はこの戦闘の翌日にマチアスポイントへの砲台を完成させ、その維持を続けた。陸の部隊から攻撃を受けることもなく、その陣地を守っていたが、1862年3月9日、北軍の半島方面作戦開始に伴い、首都リッチモンドを守るために、マナサス他北バージニア一帯から南軍が後退したときに、マチアスポイントも放棄された。
北軍海軍のUSSポーニー艦長のスティーブン・グレッグ・ローワン海軍中佐（後の海軍中将）が、ポトマック戦隊指揮官としてウォードの跡を一時的に継いだ。1861年秋にはハッテラス入り江の南軍砦に対する戦闘に参加し、ポトマック戦隊指揮官の地位はトマス・テンギー・クレイブン海軍大佐（後に海軍少将）に渡した。
バージニア州アレクサンドリアにあったウォード砦はウォード中佐の栄誉を称えて名付けられた。ウォード砦は南北戦争の間にワシントンD.C.の周辺に構築された守りの1つであり、1861年9月に完成した。この砦はその後大幅に改修され、現在は博物館および歴史公園として機能している。